# Дуб козацької слави
Дуб коза́цької сла́ви — ботанічна пам'ятка природи місцевого значення в Україні. Розташована на території Кожанської селищної громади Фастівського району Київської області, в центральній частині смт Кожанка.

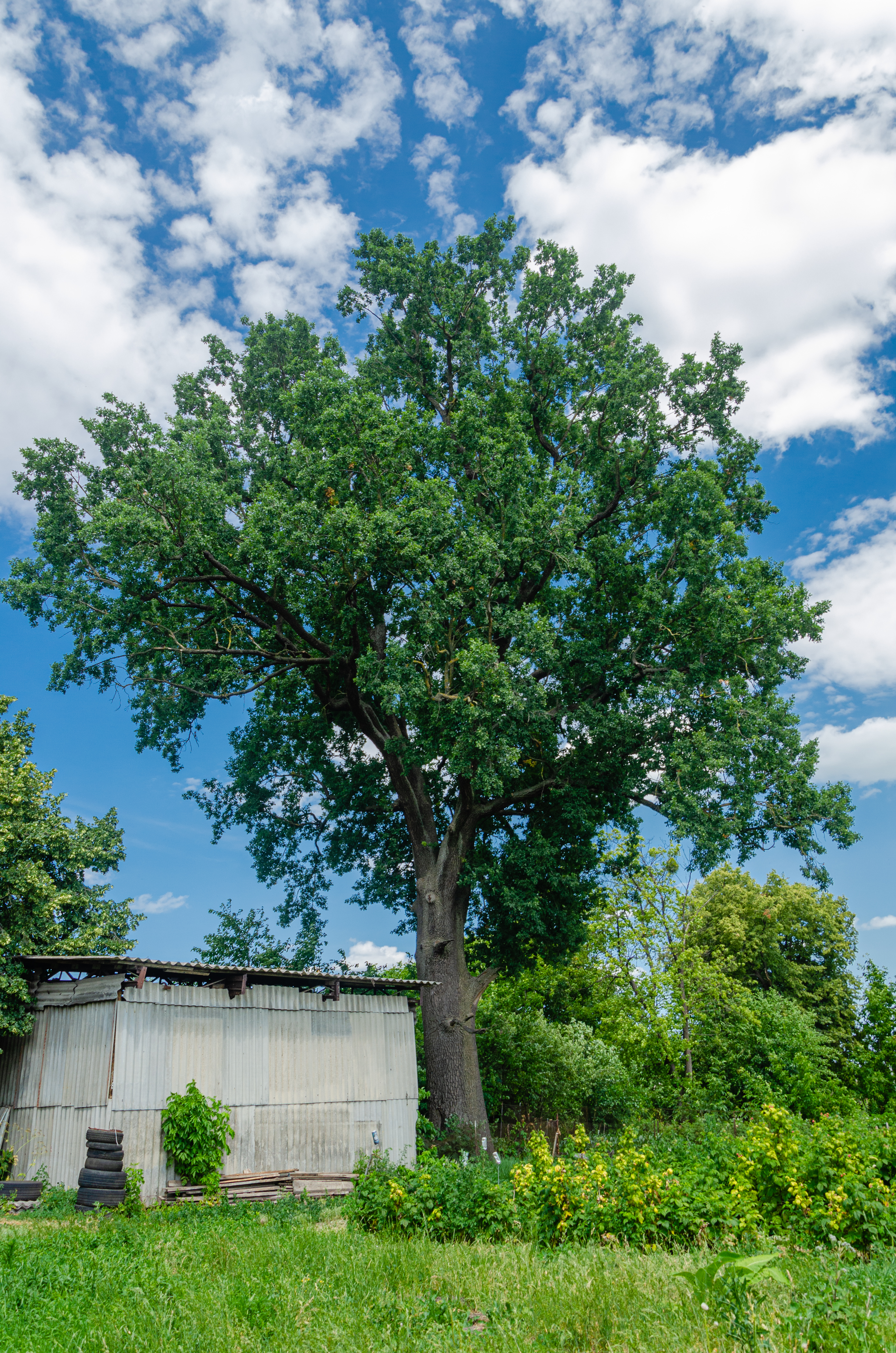
Дуб козацької слави, с. Кожанка

Площа 0,01 га. Статус присвоєно згідно з рішенням облради від 25.07.2019 № 600-29-VII. Перебуває у віданні: Кожанська селищна рада.